# 范毓䭲
范毓䭲，清朝官员，山西介休县人。
范氏为山西巨富。康熙年间，清军征准噶尔汗国，范毓䭲输米劳军，率以百二十金致一石。以武举授卫千总，用骆驼助军，擢升为守备。累迁至直隶天津镇总兵。由河南河北镇移驻广东潮州，上疏请令潮州营兵如河北之例，兼习长枪、短棍、连接棍。雍正帝命他与总督鄂弥达、提督张溥商榷。鄂弥达等上奏：“广东山海交错，军械中鸟枪最合适，其次为弓箭、藤牌、挑刀、大炮。范毓䭲所议与广东的情况不相合。”雍正帝赞同鄂弥达等议，但还是说范毓䭲初至广东，应该褒扬他肯上言。嘉应、潮阳遇飓风，海岸决。范毓䭲上奏，皇帝命他加意抚绥。乾隆初年，署广东提督。按制度，船只到港，至海关纳税。有的遇风未至目的地，中途暂时停泊，也纳税如例。范毓䭲考虑百姓为了避税，遇风不敢停泊，以致船只倾覆，上疏请商船停泊，不是到目的地交易不徵税，乾隆帝命其待审察。范毓䭲以丁忧归乡，服终，授直隶正定镇总兵。湖广总督阿尔赛请让他移任苗疆，乾隆帝不同意，说“范毓䭲富家子弟，谨慎无过。苗疆事重，不能胜任”。乾隆帝巡五台山，范毓䭲让他哥哥范毓馪的儿子范清注准备羊千头、马十匹用来赏赉，皇帝没有同意。不久以年老去职，之后去世。